# Nyizsnyeilimszki járás

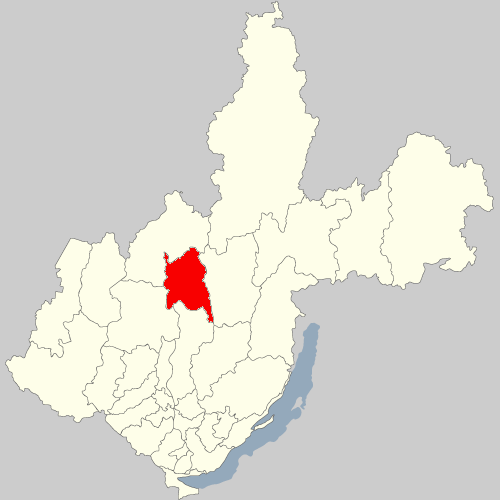
A Nyizsnyeilimszki járás az Irkutszki területen

A Nyizsnyeilimszki járás (oroszul Нижнеили́мский райо́н) Oroszország egyik járása az Irkutszki területen. Székhelye Zseleznogorszk-Ilimszkij.

## Népesség
- 1989-ben 77 291 lakosa volt.
- 2002-ben 63 727 lakosa volt.
- 2010-ben 55 096 lakosa volt, melyből 49 401 orosz, 1134 ukrán, 496 tatár, 340 fehérorosz, 232 csuvas, 180 mordvin, 142 német stb.